# 3933 Portugal

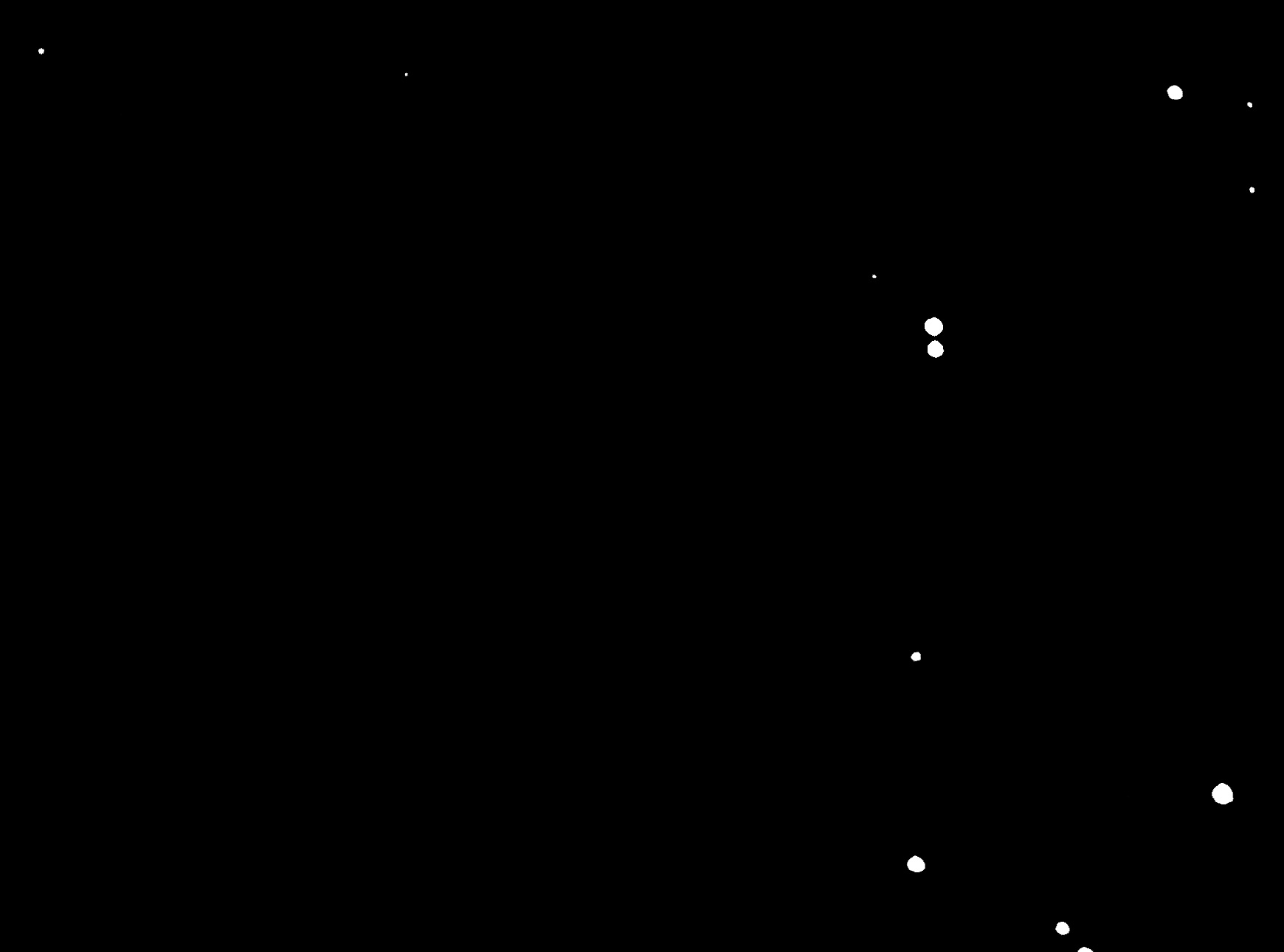
Essa é uma reprodução de uma pequena área da placa fotográfica no qual o asteroide 3933 "Portugal" foi descoberto. Devido à sua órbita em torno do Sol, "Portugal é percebido como uma pequena linha, enquanto as estrelas fixas no fundo são como pontos".

Portugal (asteroide 3933, com a designação provisória 1986 EN4) foi descoberto em 1986 pelo astrónomo dinamarquês Richard Martin West. É um asteroide com cerca de 10 km de diâmetro; orbita o sol entre Marte e Júpiter a 485 milhões de km com uma órbita de 5,9 anos.
Foi chamado de Portugal em comemoração da adesão de Portugal à organização astronómica do Observatório Europeu do Sul (OES).